# Quina equivocació tan ximple!
Quina equivocació tan ximple! (títol original: Boy, Did I Get a Wrong Number!) és una pel·lícula de comèdia estatunidenca en DeLuxe Color de 1966 dirigida per George Marshall i protagonitzada per Bob Hope i Elke Sommer. Està doblada al català.
Aquesta pel·lícula va marcar la primera de les tres col·laboracions cinematogràfiques per a Hope i la humorista Phyllis Diller, i va ser seguida per Eight on the Lam el 1967 i Cervesa per a tots el 1968.

## Argument
Una magnífica actriu francesa anomenada Didi s'ha fet més famosa pels anuncis que inclouen banys de bombolles. Farta de la situació, acaba fugint una temporada a Oregon, on es troba amb un agent de béns casat de mitjana edat que accepta ajudar-la en secret.

## Repartiment
- Bob Hope com Tom Meade
- Elke Sommer com Didi
- Phyllis Diller com Lily
- Cesare Danova com Pepe Pepponi
- Marjorie Lord com Mrs. Martha Meade
- Kelly Thordsen com detectiu Shawn Regan
- Benny Baker com detectiu Lt. Schwartz
- Terry Burnham com Doris Meade
- Joyce Jameson com operadora telefònica
- Harry von Zell com presentador de notícies

## Producció
La pel·lícula va ser la segona de Bob Hope amb Edward Small. El rodatge va començar l'octubre de 1965. Va marcar el debut cinematogràfic de Phyllis Diller com a protagonista: va signar per cinc pel·lícules més amb Hope.

## Recepció
Amb la carrera cinematogràfica de Bob Hope en descens als anys 60, Quina equivocació tan ximple! va ser criticada i comparada amb una "comèdia de situació de 90 minuts". El crític de The New York Times va establir paral·lelismes amb Un casat amoïnat que Edward Small havia fet vint anys abans. Les crítiques van ser pobres. No obstant això, va tenir un bon rendiment a la taquilla. Quina equivocació tan ximple! figurava al llibre de 1978 The Fifty Worst Films of All Time.